# Zoran Đorđević (polityk)
Zoran Đorđević, cyr. Зоран Ђорђевић (ur. 11 lutego 1970 w Belgradzie) – serbski polityk, ekonomista i menedżer, od 2016 do 2017 minister obrony, następnie do 2020 minister pracy.

## Życiorys
Pod koniec lat 80. odbył służbę wojskową. Ukończył studia z zakresu bezpieczeństwa i obrony na Akademii Wojskowej w Belgradzie. Uzyskał magisterium z ekonomii w ramach programu akademickiego prowadzonego przez Uniwersytet Panteion w Atenach i Uniwersytet w Belgradzie. Podjął studia doktoranckie na uniwersytecie ekonomicznym w Nowym Sadzie. Zawodowo związany z sektorem prywatnym. Obejmował stanowiska menedżerskie w różnych przedsiębiorstwach, zajmując się finansami, bankowością, sprawozdawczością i audytem. W 2012 został sekretarzem stanu w ministerstwie obrony.
W marcu 2016 z rekomendacji Serbskiej Partii Postępowej objął urząd ministra obrony w rządzie Aleksandara Vučicia. Zastąpił na tej funkcji Bratislava Gašicia, który zrezygnował po seksistowskiej wypowiedzi pod adresem jednej z reporterek. Pozostał na tym stanowisku również w powołanym w sierpniu tegoż roku drugim gabinecie dotychczasowego premiera.
W czerwcu 2017 w nowo powołanym rządzie Any Brnabić został natomiast ministrem pracy, zatrudnienia, spraw społecznych i weteranów. Pełnił tę funkcję do października 2020.